# Erich Kellerhals
Erich Kellerhals (* 8. November 1939 in Ingolstadt; † 25. Dezember 2017 in Salzburg) war ein deutscher Unternehmer. Er eröffnete 1979 den ersten Media-Markt und blieb bis zu seinem Tod Gesellschafter der Media-Saturn-Holding.

## Leben
Kellerhals eröffnete 1963 – gemeinsam mit seiner Ehefrau Helga – in Ingolstadt ein Fachgeschäft für Fahrräder, Ölöfen, Herde, Radio- und Fernsehgeräte. Das Unternehmen expandierte unter der Firmierung „F.E.G Kellerhals“ und hatte in Bayern fünf Filialen mit wachsendem Warenangebot. 1968 stieg Leopold Stiefel in das Unternehmen mit ein.
Als Mitte der 1970er die SB-Warenhäuser aufkamen, erwägten Stiefel und Kellerhals eine neue Vertriebsform. Kellerhals verfügte über die unternehmerische Erfahrung, Kontakte und das nötige Risikokapital. Am 24. November 1979 eröffnete das Unternehmen im Euro-Industriepark in München den ersten Media Markt. Die Zahl der Mitarbeiter stieg im ersten Jahr von 15 auf 140. Kellerhals führte die Geschäfte und seine Frau war anfangs für die Verwaltung und Buchhaltung zuständig. Stiefel übernahm den Einkauf und Vertrieb. Walter Gunz, ein ehemaliger Karstadt-Mitarbeiter, verantwortete das Marketing.
Als das Unternehmen neun Jahre nach dem Start schneller expandieren wollte, räumte man 1990 Kaufhof eine Beteiligung von 54 % ein, die die Tochter Saturn Hansa ins Unternehmen einbrachte. Zu diesem Zeitpunkt behielt Kellerhals einen Anteil von 21 %, der jedoch mit einem Vetorecht bei allen wichtigen Entscheidungen verbunden war.
Mit Stand vom 14. November 2011 waren die Anteilsverhältnise der Gesellschafter an der Media Saturn Holding GmbH wie folgt:
- Metro AG: 75,41 %
- Convergenta Invest GmbH – Gesellschafter ist die Familie Kellerhals: 21,62 %, die Mitsprache wurde jedoch wie bei einer hälftigen Beteiligung ausgestattet.
- Familie Stiefel: 2,97 %.

Im Januar 2013 teilte Leopold Stiefel mit, seine Familie verkaufe ihren Anteil an die Metro AG. Die Anteile der Familie Kellerhals belaufen sich weiterhin auf 21,6 %.
Seit den 1960ern befasste sich das Ehepaar Kellerhals auch mit Immobilien (Gewerbe- und Wohnimmobilien sowie Einkaufscenter und Hotels). Es besitzt einen großen Bestand an Grundstücken. Die Gewerbeimmobilien vermietete Kellerhals bevorzugt an die MediaSaturn Gruppe. So ist die Firmenzentrale von MediaSaturn in Ingolstadt in Immobilien der Familie Kellerhals eingemietet. In Österreich besitzt sie die SCA GmbH in Salzburg. Dieses Shoppingcenter wurde erweitert bzw. ein Neubau errichtet, der 2015 als Salzburg Arena (vormals Shopping Center Alpenstraße) eröffnete. In Ingolstadt wird die Errichtung eines Einkaufcenters geplant. In St. Pölten in Österreich wurde ein Einkaufscenter erweitert.
Sein Sohn Jürgen Kellerhals vermietet ebenfalls Gewerbeimmobilien und betreibt Hotels. Sein Geschäftssitz liegt in Ingolstadt. Auch sein Enkel Julian Kellerhals ist ins Familienunternehmen eingestiegen.
Im Juli 1997 übernahm eine Investorengruppe unter Kellerhals' und Peter Ambergers Leitung die Firma Möbel Unger, um sie in ein dezentrales Handelskonzept zu überführen. Nachdem die Sanierung missglückt war und Unger Insolvenz anmelden musste, zog sich der Gläubigerstreit – auch mit Vorwürfen gegen Kellerhals – bis Januar 2005 hin.
1999 gründete Kellerhals eine gemeinnützige Stiftung für Ausbildungsförderung im Einzelhandel und 2000 die Erich-Kellerhals-Stiftung, die im kulturellen Bereich tätig ist. In Salzburg besaß er zusammen mit seiner Frau die Convergenta Invest und Beteiligungs GmbH, die auch in Bad Wiessee vertreten ist. Die Medizinische Universitäts-Stiftung in Salzburg wird im Bereich der Forschung unterstützt.
Erich Kellerhals war Milliardär. Gemäß der Forbes-Liste der reichsten Menschen der Welt 2017 betrug sein Vermögen ca. 2 Milliarden US-Dollar. Damit belegte Erich Kellerhals Platz 1161.